# Adrien Vandelle
Adrien Louis Albert Vandelle, född 29 augusti 1902 i Les Rousses i Jura, död där 16 oktober 1976, var en fransk vinteridrottare som var aktiv inom längdskidåkning, backhoppning och nordisk kombination under 1920-talet. Han medverkade vid olympiska vinterspelen i nordisk kombination och slutade på tjugonde plats vid Chamonix 1924. Han tävlade även på 18 kilometer längdskidor (29:e plats) under samma olympiska spel. Han var även med i det franska lag som i militärpatrull slutade på tredje plats.